# Taxicnemis flava
Taxicnemis flava е насекомо от разред Двукрили (Diptera). Семейството е Mycetophilidae. Няма подвидове.